# Marián Bochnovič
Marián Bochnovič (* 3. března 1970) je bývalý slovenský fotbalista, záložník.

## Fotbalová kariéra
Odchovanec FC Nitra. Hrál za FC Nitra, Bohemians Praha, FK Dukla Banská Bystrica, 1. FC Košice, FK Dubnica, Tatran Prešov, v Rakousku za First Viennu, v Izraeli za Hapoel Tsafririm Holon a končil v FC Nitra. V evropských pohárech nastoupil v 5 utkáních. Za slovenskou reprezentaci nastoupil ve 4 utkáních. Mistr Slovenska 1997 a 1998. Tvořivý záložník, byl známých exekutorem přímých kopů.

## Ligová bilance
| Ročník                                   | Zápasy | Góly | Klub                     |
| ---------------------------------------- | ------ | ---- | ------------------------ |
| 1. československá fotbalová liga 1987/88 | 4      | 0    | FC Nitra                 |
| 1. československá fotbalová liga 1988/89 | 22     | 0    | FC Nitra                 |
| 1. československá fotbalová liga 1989/90 | 26     | 1    | FC Nitra                 |
| 1. československá fotbalová liga 1990/91 | 21     | 2    | FC Nitra                 |
| 1. československá fotbalová liga 1992/93 | 13     | 0    | FC Nitra                 |
| 1. česká fotbalová liga 1993/94          | 7      | 0    | Bohemians Praha          |
| Corgoň liga 1993/94                      | 10     | 1    | FK Dukla Banská Bystrica |
| Corgoň liga 1994/95                      | 29     | 9    | FK Dukla Banská Bystrica |
| Corgoň liga 1995/96                      | 28     | 8    | FK Dukla Banská Bystrica |
| Corgoň liga 1996/97                      | 14     | 2    | FK Dukla Banská Bystrica |
| Corgoň liga 1996/97                      | 12     | 0    | 1. FC Košice             |
| Corgoň liga 1997/98                      | 19     | 3    | 1. FC Košice             |
| Corgoň liga 1998/99                      | 13     | 0    | Tatran Prešov            |
| Corgoň liga 1998/99                      | 11     | 2    | MFK Dubnica              |
| Ligat ha'Al 2000/01                      | 14     | 0    | Hapoel Tzafririm Holon   |
| Corgoň liga 2005/06                      | 11     | 1    | FC Nitra                 |
| CELKEM                                   | 254    | 29   |                          |